# Jiří Payne
Jiří Tomáš Payne (ur. 7 lipca 1956 w Pradze) – czeski polityk, fizyk i przedsiębiorca, parlamentarzysta krajowy, poseł do Parlamentu Europejskiego VIII kadencji, w latach 1996–1997 wiceminister obrony.

## Życiorys
W 1981 ukończył studia z zakresu fizyki jądrowej na Uniwersytecie Karola w Pradze. Z przyczyn politycznych odmówiono wydania mu dyplomu, który otrzymał ostatecznie w 1991. W latach 80. pracował początkowo jako programista i wykładowca programowania, jednak również z powodu represji politycznych był zmuszony zmienić pracę. Podjął wówczas zatrudnienie m.in. jako opiekun osób starszych. Objęty obserwacją ze strony komunistycznej bezpieki, w 1988 za udział w demonstracji tymczasowo aresztowany. W ramach aktywności opozycyjnej uczestniczył w seminariach teologicznych i filozoficznych, współpracował także z Komitetem Obrony Niesprawiedliwie Prześladowanych.
W 1989 dołączył do Forum Obywatelskiego. W 1990 został posłem do Czeskiej Rady Narodowej. Reelekcję do czeskiego parlamentu (w 1993 przekształconego w Izbę Poselską) uzyskiwał w wyborach w 1992, 1996 i 1998, zasiadając w nim do 2002. Od 1996 do 1997 zajmował stanowisko wiceministra obrony. W 1991 był jednym z założycieli Obywatelskiej Partii Demokratycznej, pełnił funkcję wiceprzewodniczącego stołecznych struktur tego ugrupowania.
Po 2002 związany z sektorem prywatnym, zajął się prowadzeniem własnej działalności gospodarczej. Był jednocześnie pozaetatowym doradcą prezydenta Václava Klausa do spraw politycznych. W 2009 został wiceprzewodniczącym nowo powołanej Partii Wolnych Obywateli, funkcję tę pełnił do 2015. Rok wcześniej bez powodzenia kandydował do Europarlamentu. Mandat eurodeputowanego VIII kadencji objął jednak we wrześniu 2017 w miejsce Petra Macha. W PE przystąpił do frakcji politycznej Europa Wolności i Demokracji Bezpośredniej.